# Валерий Кипелов
Валерий Кипелов (на руски: Вале́рий Алекса́ндрович Кипе́лов) е руски рок певец, вокалист на група „Кипелов“. Един от най-известните изпълнители на хевиметъл музика в Русия. Бил е вокалист на групите Лейся песня, Поющие сердца, Ария и гост-изпълнител на концертите на група Мастер. С Ария той достига върха на популярността си.

## Биография
Роден е на 12 юли 1958 г. в Москва. Учи в музикално училище, клас акордеон. През 1978 г. Валерий се жени за приятелката си Галина. През 1980 г. се ражда дъщера им Жанна. През 1989 г. се ражда синът им Александър. През 2001 г. му се ражда внучка Анастасия, през 2009 г. му се ражда внучка Соня.
Той е фен на футболния клуб Спартак и изпълнява химна на „червено-белите“.

## Творчество
Първите си музикални стъпки Кипелов прави в групата „Крестянские дети“. От 1979 до 1980 е член на ансамбъл „Шестеро молодых“. През септември 1980 съставът на ансамбъла отива в ню уейв групата „Лейся песня“. Там е и вокалистът на Любе Николай Расторгуев. Групата просъществува до 1985 г. когато се разпада, тъй като не е изпълнила концертният план на концертната дирекция. През 1985 Кипелов се премества в група „Поющие сердца“, където заедно с Владимир Холстинин и Алик Грановский решават да създадат хевиметъл група. Холстинин я кръщава Ария. Скоро е записан и дебютния ѝ албум – „Мания величия“. През 1987 Алик Грановский се отделя от групата и създава група „Мастер“. В Ария идват Сергей Маврин и Максим Удалов. Записан е албума „Герой асфальта“, който става един от най-успешните в руския рок. През 1994 Валерий напуска групата поради скандал с Холстинин и започва да работи с група „Мастер“ по нощните заведения, но скоро се връща в Ария и е записан албумът „Ночь короче дня“. През 1997 Кипелов записва съвместен албум със Сергей Маврин, озаглавен „Смутное время“.
През 2001, след излизането на албума „Химера“ певецът напуска Ария и заедно с Александър Манякин и Сергей Терентиев основава група „Кипелов“ на 1 септември 2002, ден след последния концерт на Кипелов с Ария. През 2004 групата му получава награда за най-добра рок група от MTV Русия, а година по-късно е издаден и първият албум на групата – „Реки времен“. На 28 април 2007 участва като гост-вокалист в юбилейния концерт на група „Мастер“. През 2010 участва в юбилейното турне на Ария по случай 25-годишнината на групата. През февруари 2011 излиза вторият албум на група „Кипелов“ – „Жить вопреки“. Албумът му печели награда за албум на годината, а Кипелов е избран за певец на годината от потребителите на NEWSmusic.ru. През 2013 излиза сингъла „Отражение“. Освен това група „Кипелов“ печели наградата на Наше радио за концерт на годината.
Групата на Кипелов е една от най-често участващите на фестивалите Нашествие и Рок над Волга.

## Дискография

### С Ария
- 1985 – Мания величия
- 1986 – С кем ты?
- 1987 – Герой асфальта
- 1989 – Игра с огнём
- 1991 – Кровь за кровь
- 1995 – Ночь короче дня
- 1998 – Генератор зла
- 2001 – Химера

### СъсСергей Маврин
- 1997 – Смутное время

### С група Кипелов
- 2005 – Реки времён
- 2011 – Жить вопреки
- 2017 – Звёзды и кресты